# Wędkarstwo sportowe
Wędkarstwo sportowe – rodzaj sportu polegający na łowieniu ryb.
Wędkarstwo sportowe wywodzi się z rekreacyjnego łowienia ryb, nie związanego z koniecznością zdobycia pożywienia. W ramach sportu wędkarskiego wyróżnia się według różnych kryteriów m.in. wędkarstwo spławikowe, wędkarstwo muchowe, wędkarstwo morskie, wędkarstwo podlodowe, wędkarstwo spinnigowe oraz casting (wędkarstwo rzutowe).
W 1952 powstała Międzynarodowa Konfederacja Wędkarstwa Sportowego (Confédération Internationale de la Pêche Sportive), do której w 1982 należało 28 państw. Zrzesza trzy organizacje: Fédération Internationale de Pêche Sportive – Mer (Międzynarodową Federację Wędkarstwa Morskiego), Fédération Internationale de la Pêche Sportive en Eau Douce (Międzynarodową Federację Wędkarstwa Sportowego na Wodach Śródlądowych) i Fédération Internationale de la Pêche Sportive – Mouche oraz jako członka stowarzyszonego International Casting Sport Fishing Federation. Do CIPS należą 152 narodowe federacje z 78 krajów. CIPS patronuje odbywającym się co roku mistrzostwom świata i Europy organizowanym przez poszczególne federacje, organizowała także od 2000 Sport Fishing Games, w ramach których przeprowadzano zawody w różnych dyscyplinach wędkarskich. Zawody w castingu rozgrywano podczas World Games w 2001 i 2005.